# NGC 5224
NGC 5224 é uma galáxia espiral (S) localizada na direcção da constelação de Virgo. Possui uma declinação de +06° 28' 54" e uma ascensão recta de 13 horas, 35 minutos e 08,8 segundos.
A galáxia NGC 5224 foi descoberta em 12 de Maio de 1793 por William Herschel.